# William Waud
William Waud (1832 - 10 de novembre de 1878) va ser un arquitecte i il·lustrador nascut a Anglaterra, especialment conegut pels esbossos i gravats que va realitzar durant la Guerra Civil dels Estats Units, on va ser enviat com a corresponsal.

## Biografia
L'artista va néixer a Londres i va viure als districtes londinencs de Paddington i Marylebone. Havent estudiat arquitectura al seu país natal, va ser assignat assistent de Sir Joseph Paxton en el disseny del Crystal Palace, l'edifici emblemàtic de la Gran Exposició. Tot seguit va anar amb el seu germà Alfred Waud als Estats Units. La seva primera feina d'il·lustrador va ser al diari Frank Leslie's Illustrated Newspaper. Al mateix temps que treballa en qualitat d'artista especial en aquest diari, també realitzava tasques de corresponsal al Sud del país, incloent-hi el nomenament de Jefferson Davis com a president de la Confederació o el bombardeig de Fort Sumter. Va seguir treballant per a diaris nord-americans durant tota la vida. El 1864 Waud va entrar a treballar al Harper's Weekly juntament amb el seu germà Alfred durant la Campanya de Petersburg, i va ser testimoni de la Marxa de Sherman cap al mar i el funeral d'Abraham Lincoln després de la guerra.

## Col·leccions
La Biblioteca del Congrés dels Estats Units en té una col·lecció. Aquesta institució permet la distribució a Wikimedia Commons de les seves il·lustracions, on se'n poden trobar algunes.